# Jurgen Van Roosbroeck
Jurgen Van Roosbroeck (né le 24 octobre 1975 à Lierre,) est un coureur cycliste belge, actif dans les années 1990 et 2000.

## Biographie
Chez les amateurs, Jurgen Van Roosbroeck remporte notamment une étape du Tour de Namur en 1995, le championnat provincial d'Anvers en 1997 ainsi que le Tour de Liège en 1998. Il passe ensuite professionnel en 1999 au sein de la formation Vlaanderen 2002. Pour ses débuts avec l'équipe, il termine deuxième du Grand Prix de la Haute-Sambre et d'une étape du Circuit des Mines. Il finit par ailleurs quatrième du quatrième du Tour de Rhénanie-Palatinat. 
En 2000, il se classe deuxième d'une étape du Regio Tour et du Tour de La Rioja, sixième du Grand Prix Rudy Dhaenens ou encore huitième de la Coupe Sels. Il poursuit la compétition en 2001, avant de mettre un terme à sa carrière professionnelle, alors qu'il est âgé de vingt-six ans. 

## Palmarès
- 1995
  - 5e étape du Tour de Namur
  - 2e du Mémorial Philippe Van Coningsloo
- 1997
  - Champion de la province d'Anvers sur route
  - 3e de l'Omloop der Vlaamse Gewesten
- 1998
  - Grand Prix Joseph Bruyère
  - Tour de Liège :
    - Classement général
    - 1re, 2e et 6e (contre-la-montre) étapes

  - 1re étape du Tour de Namur
  - 2e du Grand Prix d'Affligem
  - 2e du Grand Prix Criquielion
  - 3e du Zesbergenprijs Harelbeke
  - 3e du Tour de Namur
- 1999
  - 2e du Grand Prix de la Haute-Sambre